# Nekbet
Nekbet  je bila preddinastična lokalna boginja iz egipčanske mitologije, zavetnica mesta Nekeb. Kasneje je postala zavetnica Gornjega Egipta in po njegovi združitvi s Spodnjim Egiptom ena od dveh zavetnih božanstev celega Starega Egipta.

## Mitologija
Najstarejše egipčansko preročišče je bil Nekbetin tempelj v Nekebu, ki je bil prvotno pokopališče oziroma mesto mrtvih. Bližnje mesto Nehen je bilo proti koncu preddinastičnega obdobja (okoli 3200–3100 pr. n. št.) in morda celo zgodnje dinastično obdobje (okoli  3100–2686 pr. n. št.) versko in političo središče Gornjega Egipta. Nastalo je v obdobju Nakada I ali v pozni badarijski kulturi. Na svojem višku okoli leta 3400 pr. n. št. je imelo najmanj 5.000 in morda celo 10.000 prebivalcev. 
Nekbetine svečenice so se imenovale muu (matere) in so nosile oblačila iz jastrebjega perja.
| n · x | b | M22 | t | mwt |

| n · x | b | M22 | t | mwt |

Nekbet je bila zaščitnica Gornjega Egipta. Ona in njena dvojnica Vadžet iz Spodnjega Egipta sta se pogosto pojavljali skupaj kot »dve gospe« oziroma »dve vladarici«. Eden od uradnih naslovov vseh vladarjev Egipta je bilo ime Nebti, ki se je začelo s hieroglifi »[on/ona] od obeh gospa...«
V umetnosti se je upodabljala kot jastreb. V Novem kraljestvu se je jastreb upodabljal skupaj z avreolo na lasnem okrasju, s katerim so pokopavali kralje. Avreola in jastreb se tradicionalno interpretirata kot Vadžet in Nekbet, čeprav je Edna R. Russmann trdila, da v tem kontekstu predstavljata glavni pogrebni boginji Izido in Neftis.
Nekbet se je običajno upodabljala kot jastreb z razprtimi krili, ki lebdi nad podobo vladarja, pogosto z obročem šen v krempljih. V njej kot zaščitnici faraona so včasih videli mater božanskega aspekta faraona. V tej vlogi je veljala za mater mater in veliko belo kravo Nekeba.
V nekaterih kasnejših besedilih v Knjigi mrtvih se Nekbet omenja kot Oče očetov in Mati mater, ki je obstajala od samega začetka je bila stvarnica tega sveta. 